# Lauren Jauregui
Lauren Michelle Jauregui, née le 27 juin 1996 à Miami (Floride), est une chanteuse américaine d'origine cubaine. Elle fait partie du groupe Fifth Harmony (groupe se sépare le 19 mars 2018). À partir de 2018, elle entame une carrière solo en collaborant avec des artistes tels que Marian Hill, Halsey, Ty Dolla $ign et Steve Aoki.

## Biographie

### Jeunesse
Lauren Jauregui est née le 27 juin 1996 à Miami, en Floride, de Michael Jauregui et Clara Morgado, tous deux originaires de Cuba,,. Son père est directeur d'usine et sa mère est enseignante. Ils immigrent aux États-Unis lorsque Fidel Castro arrive au pouvoir. Elle a un frère, Chris, et une sœur, Taylor, tous les deux plus jeunes qu'elle. Lauren Jauregui déclare que sa famille a des origines cubaines et espagnoles.
Elle fréquente l'école Carrollton School of the Sacred Heart, une école pour filles à Miami, où elle participe à des activités parascolaires comme l'équipe de softball et le spectacle de talents,. Depuis son enfance, ses influences musicales comprennent Journey, Paramore, Alicia Keys, Christina Aguilera et Lana Del Rey,.

### Carrière

#### X Factoret Fifth Harmony
En 2012, à l'âge de 16 ans, Lauren Jauregui a auditionné pour la deuxième saison de la version américaine de X Factor à Greenboro, en Caroline du Nord, avec la chanson If I Ain't Got You d'Alicia Keys. Son audition a été qualifiée de « parfaite » par Antonio Reid, qui considérait que Lauren Jauregui avait une voix « rauque, profonde et mature ». Après cette émission, Lauren Jauregui a été ramenée aux côtés d'Ally Brooke, Normani, Dinah Jane et Camila Cabello. Elles ont été mises ensemble pour former un groupe par Simon Cowell. Le groupe, plus tard nommé Fifth Harmony, a terminé troisième de la compétition.
Fifth Harmony a sorti son premier EP, Better Together en 2013, leur premier album Reflection en janvier 2015, et leur deuxième album 7/27 en mai 2016. Leur troisième album Fifth Harmony e, et premier en tant que quatuor, Fifth Harmony, a été publié en août 2017. Leurs deux premiers albums ont respectivement générés les singles Worth It et Work from Home, qui ont atteint le top 10 dans plusieurs charts internationaux. Le groupe a également contribué à la musique de la bande sonore du film d'animation Hôtel Transylvanie 2 avec la chanson I'm in Love with a Monster. Le 19 mars 2018, le groupe a annoncé une pause indéfinie pour se consacrer sur des projets solo.

#### Projets solos
En décembre 2016, Lauren Jauregui signe son premier featuring sur le single Back to Me de  Marian Hill.
En 2017, elle accompagne Halsey sur la chanson Strangers présente dans l’album Hopeless Fountain Kingdom. Cette collaboration se voit qualifier dans le Billboard « d’étape bisexuelle longtemps attendue dans la musique conventionnelle ». En effet, dans une interview la chanteuse Halsey a avoué avoir précisément choisi Lauren Jauregui au lieu de travailler avec un artiste hétérosexuel : « J'aime juste que Lauren et moi soyons deux femmes qui ont une présence populaire pop faisant une chanson d'amour pour la communauté LGBTQ ».
Lors de la tournée de l’album Hopeless Fountain Kingdom, Lauren Jauregui effectue la première partie des dates d'Amérique latine. Durant ce tour, la chanteuse interprète trois chansons de son futur album : Toy, Inside et Expectations.
De même, en 2017, elle apparaît au côté de Steve Aoki sur le single intitulé All Night et sur le titre In Your Phone de Ty Dolla $ign.
En 2019 elle participe au titre Let Me Know de Clear Eyes.
Enfin en 2020, elle participe à la bande originale du film Birds of Prey avec la chanson Invisible Chains, composée spécialement pour l'occasion. Durant cette même année elle signe un featuring avec Tainy et C.Tangana sur le singe Nada. 
En mai 2018, Lauren Jauregui déclare travailler sur son premier album solo. Elle exprime dans une interview accordée au magazine Playboy sa volonté de rester libre concernant les genres musicaux de ses futures chansons solo. Elle déclare également être fortement influencée dans sa création musicale par l'electronica, la pop, le rock and roll, le rock alternatif et la musique latine. Lors d'une interview avec Access, elle révèle les tonalités présentes sur son album. Ce dernier est une composition à partir du style alternatif et des influences RnB des années 1990. 
Le 24 octobre 2018 , l’artiste sort le premier single de son album, Expectations.
Le 11 janvier 2019, elle sort son deuxième single, More Than That.

### Vie privée

#### Vie sentimentale
De février 2017 à avril 2019, elle partageait la vie du chanteur, Ty Dolla Sign.
Elle est actuellement en couple avec Sasha Mallory, une danseuse depuis 2022.

#### Politique
Lauren Jauregui est politiquement engagée et participe activement à des manifestations. Elle a écrit plusieurs lettres ouvertes depuis l'élection présidentielle américaine de 2016, critiquant Donald Trump et ses politiques, ainsi que le « Muslim Ban », en appelant ceci « irrespectueux envers l'Humanité ».
Elle a écrit une lettre ouverte aux membres du Parti républicain, qui a été publiée par Billboard le 19 novembre 2016, déclarant qu'elle est bisexuelle et critiquant les partisans de Trump : « Vos actions ont mené à la destruction, d'une seule main, de tous les progrès que nous avons fait socialement en tant que nation »,. Elle est aussi une féministe autoproclamée. Lauren Jauregui a déclaré qu'elle essaie de devenir végétalienne et qu'elle est en train de le devenir. Dans une interview en avril 2020 avec le magazine en ligne Them, Lauren a déclaré qu'elle s'était identifiée comme bisexuelle jusqu'à ce qu'elle se rende compte qu'elle était liée à la pansexualité car elle « englobe tout le monde dans le monde. [...] Nous tombons amoureux des âmes par-dessus tout ».

## Discographie
Voir aussi: Fifth Harmony

### Singles
| Titre                                   | Année | Charts      | Charts | Charts | Charts | Charts | Album             |
| Titre                                   | Année | É-U (Dance) | ÉCO    | FRA    | N-Z    | POR    | Album             |
| --------------------------------------- | ----- | ----------- | ------ | ------ | ------ | ------ | ----------------- |
| Expectations                            | 2018  | -           | 62     | -      | -      | -      | Single sans album |
| More Than That                          | 2019  | -           | -      | -      | 27     | 9      | Single sans album |
| Lento (Lauren Jauregui featuring Tainy) | 2020  |             |        |        |        |        | Single sans album |
| 50ft.                                   | 2020  |             |        |        |        |        | Single sans album |
| Always Love                             | 2023  |             |        |        |        |        | In Between        |
| Trust Issues                            | 2023  |             |        |        |        |        | In Between        |
| Burning                                 | 2024  |             |        |        |        |        |                   |
| The Day the World Blows Up              | 2024  |             |        |        |        |        |                   |

### En Featuring
| Titre                                                           | Année | Charts | Charts | Charts | Charts | Charts | Charts | Charts | Charts | Album                     |
| Titre                                                           | Année | É-U    | AUS    | ÉCO    | ESP    | FRA    | PHI    | POR    | SUI    | Album                     |
| --------------------------------------------------------------- | ----- | ------ | ------ | ------ | ------ | ------ | ------ | ------ | ------ | ------------------------- |
| Back to Me (Marian Hill featuring Lauren Jauregui)              | 2016  | -      | -      | 87     | 14     | 195    | -      | -      | -      | Act One                   |
| Strangers (Halsey featuring Lauren Jauregui)                    | 2017  | 100    | 93     | 45     | -      | 137    | 90     | 57     | 89     | Hopeless Fountain Kingdom |
| In Your Phone (Ty Dolla Sign featuring Lauren Jauregui)         | 2017  | -      | -      | -      | -      | -      | -      | -      | -      | Beach House 3             |
| All Night ( Steve Aoki featuring Lauren Jauregui)               | 2017  | 9      | -      | -      | -      | 197    | -      | -      | -      | Neon Future III           |
| Let Me Know (Clear Eyes featuring Drew Love et Lauren Jauregui) | 2019  | -      | -      | -      | -      | -      | -      | -      | -      | Sans Album                |
| Nada (Tainy featuring Lauren Jauregui et Tangana                | 2020  |        |        |        |        |        |        |        |        | Single sans album         |
| Ameen (avec Def Sound)                                          | 2024  |        |        |        |        |        |        |        |        |                           |

### Autres chansons
| Titre            | Année | Album                     |
| ---------------- | ----- | ------------------------- |
| Invisible Chains | 2020  | Birds of Prey - The Album |

## Récompenses et nominations
Voir aussi: Fifth Harmony
| Année | Prix                     | Catégorie                     | Travail nommé                 | Résultat |
| ----- | ------------------------ | ----------------------------- | ----------------------------- | -------- |
| 2017  | British LGBT Awards      | Célébrité de l'année          | Elle-même                     | Gagné    |
| 2017  | BMI London Awards        | Pop Award Songs               | "All in My Head (Flex)"       | Gagné    |
| 2018  | BMI Pop Awards           | Pop Award Songs               | "All in My Head (Flex)"       | Gagné    |
| 2018  | Teen Choice Awards       | Choice Female Hottie          | Elle-même                     | Gagné    |
| 2018  | Teen Choice Awards       | Choice Song: Electronic/Dance | "All Night" (avec Steve Aoki) | Gagné    |
| 2019  | iHeartRadio Music Awards | Best Solo Breakout            | Elle-même                     | Nommé    |
| 2019  | iHeartRadio Music Awards | Best Fan Army                 | Jaguars                       | Nommé    |
| 2019  | iHeartRadio Music Awards | Cutest Musician's Pet         | Gracie                        | Gagné    |
| 2019  | Teen Choice Awards       | Choice Song: Female Artist    | "Expectations"                | Gagné    |
| 2019  | Teen Choice Awards       | Choice Female Artist          | Elle-même                     | Nommé    |

## Tournées

### Première partie
- Hopeless Fountain Kingdom World Tour (2018)